# 薛提
薛 提（せつ てい、? - 452年）は、中国の北魏の官人。本貫は太原郡。

## 生涯
皇始年間に太学生となり、侍御史に任ぜられた。その後散騎常侍・太子太保に転じ、歴陽侯の爵位を受け、晋兵将軍の位を加えられた。鎮東大将軍・冀州刺史として出向し、爵位は太原公に進んだ。召還されて侍中となり、治都曹事に任じられている。452年（正平2年）、太武帝が崩御すると、薛提は尚書左僕射の蘭延や侍中の和匹らとともに事実を隠して喪を発しなかった。蘭延や和匹らは、皇嫡孫の拓跋濬（文成帝）が幼年であることを理由に、年長の皇子である秦王拓跋翰の即位を推進した。これに対して薛提は拓跋濬の即位を主張、議論がまとまらないうちに、中常侍の宗愛が赫連皇后の令と偽って、薛提らを召しだして殺害し、拓跋余を擁立した。

## 伝記資料
- 『魏書』巻三十三 列伝第二十一
- 『北史』巻二十八 列伝第十六